# Ácido retinoico
Ácido retinóico ou tretinoína é uma forma oxidada da vitamina A que regula as funções da vitamina requeridas para crescimento e desenvolvimento. O ácido retinoico é requerido em animais cordados que incluem todos os animais a partir de peixes a mamíferos (como os humanos). Além disso, o ácido retinóico também é o metabólito secundário celular mais presente nos mamíferos. Durante o desenvolvimento dos embriões, o ácido retinóico é gerado em uma região específica do embrião que ajuda a determinar a posição ao longo do eixo de crescimento servindo como um sinalizador molecular que guia o desenvolvimento de porções posteriores do embrião. Ele atua através dos genes de crescimento que, ao fim, controla o padrão de crescimentos dos primeiros estágios de desenvolvimento.

Pesquisas recentes realizadas com fetos de frango demonstraram que o ácido retinóico possui características teratogênicas, tendo em vista que houve a formação de um pseudo-membro no feto analisado.
A Vitamina A foi descoberta em 1913 quando cientistas suspeitaram de sua relação com manutenção dos epitélios e crescimento. Posteriormente, foi confirmado que ela também era essencial para a visão. Em 1930, foi possível identificar a estrutura química do retinol - composto básico do grupo da vitamina A. O retinol é um álcool, que, ao sofrer modificações químicas, pode dar origem a uma série de outros compostos, como palmitato de retinol (que é um éster), tretinoína (ácido retinóico) e vários outros. A estrutura básica da molécula, no entanto, não se altera, mantendo as características básicas da vitamina A.
O ácido retinóico é uma das drogas mais eficazes no tratamento da acne. Seu uso está indicado em todas as formas clínicas, seja como terapêutica única seja como associação.
A eficácia apresentada pelo ácido retinóico é explicada por algumas de suas características, como:
facilita a eliminação dos comedões (cravos) e evita a formação de outros; proporciona a resolução das pápulas existentes; mantém o estado de melhora.
O ácido retinóico faz com que os queratinócitos no poro percam a coesão e soltem-se uns dos outros à medida que atingem a camada córnea. Como as células ficam mais soltas, não ocorre hiperqueratose, e não há obstrução do poro. Assim, não se formam microcomedões, e a acne não consegue progredir.
Além de ter ação comedolítica, o ácido retinóico também facilita a eliminação dos comedões preexistentes, já que aumenta a velocidade de proliferação celular da camada basal. A proliferação dessas novas células, mais frouxas, empurra o comedão preexistente em direção ao poro, facilitando sua expulsão. Isso ocorre tanto para comedões abertos como para os fechados.
A resolução de pápulas e pústulas preexistentes é conseguida através do aumento da reação inflamatória que ocorre no local. Aumentando o fluxo sanguíneo nas áreas onde é aplicado, o ácido retinóico aumenta o aporte de glóbulos brancos (leucócitos) para o local. Essas células atuam sobre o processo inflamatório, acelerando a resolução das pápulas e pústulas.
O efeito da tretinoína no folículo obstruído pelo microcomedão afrouxa a ligação entre as células da parede do folículo, permitindo que haja uma difusão do vazamento de substâncias tóxicas (ácidos graxos livres e outras) de dentro do canal folicular para a derme, causando uma irritação na derme que desencadeia uma reação inflamatória ao redor do folículo pilossebáceo. Essa reação inflamatória acaba por eliminar o microcomedão, o P. acnes e todas as condições que favoreciam o desenvolvimento da acne. Muitas vezes, essa reação, que é normal e desejada, é interpretada como uma piora do quadro inicial da acne; porém, isso não é correto, uma vez que ela é transitória e está, na verdade, prevenindo o aparecimento de novas lesões e mantendo o estado de melhora. Essa " piora" que se observa cerca de 1 a 3 semanas após o início do tratamento com tretinoína recebe o nome de "efeito retinóide".
Todas essas reações da tretinoína se dão em nível celular. O efeito inicial, entretanto, ocorre em nível molecular.
A partir do ácido retinóico, outras moléculas foram pesquisadas e desenvolvidas, com a finalidade de diminuir a irritabilidade e aumentar a eficácia do produto. O Adapaleno,por exemplo, é um retinóide de última geração, criado a partir da molécula de tretinoína. Os pesquisadores foram acrescentando/retirando grupos de átomos que conferiram à molécula maior estabilidade química. Assim, o Adapaleno é mais seletivo, o que se traduz em maior eficácia clínica e em menores efeitos colaterais.